# Villamediana de Iregua
Villamediana de Iregua es un municipio de La Rioja que limita con la capital, Logroño. El municipio ha experimentado un gran crecimiento demográfico, económico y urbanístico desde inicios de siglo convirtiéndose de hecho en un barrio de la capital riojana y junto a otros municipios de su entorno compone el área metropolitana de Logroño. De acuerdo a las cifras oficiales del INE en 2023 superó los nueve mil habitantes.
Históricamente, la actividad principal de Villamediana fue el sector primario. No obstante, la constitución del polígono industrial Puente Madre y el crecimiento demográfico ha sido muy importante para su desarrollo, habiendo quedado prácticamente unida a Logroño ya que los autobuses municipales de esta ciudad entran en Villamediana. También están mancomunados otros servicios como la zona única de escolarización.

## Historia
Existen indicios de que en la zona había un asentamiento templario, en un cerro a la izquierda de la entrada a Villamediana desde Logroño.
A mediados del siglo XI, la reina Estefanía, viuda del rey García el de Nájera cede el pueblo a su hija Ermesinda Garcés bajo la forma jurídica de señorío de realengo, según aparece en su testamento.
El 19 de abril de 1162 se firma en Jubera la donación del término de Ruete que hace Pedro Jiménez (señor de los Cameros), a un monasterio, y un testigo es de Villamediana.
En 1187 una persona natural de Villamediana, figura como testigo ante la donación por parte de doña Aldonza, viuda de Lope Díaz I de Haro (señor de Vizcaya) de sus bienes localizados en Nalda.
En 1680 consiguió por fin su independencia de Logroño, con la categoría de villa, dejando de ser considerada como aldea.

### Etimología
Villamediana: villametrana era al parecer una villa situada entre la calzada que iba desde Varea (Vareia) a Alberite.

### Antiguas poblaciones
En la antigüedad estaba formada por seis poblaciones:
- Matres: está ubicada en el barrio "La Ribaza", cerca del puente del río Iregua. Su iglesia se llamaba Santa Mª de La Puente de Madres. Es jurisdicción de Villamediana a pesar de su cercanía con el barrio logroñés de La Estrella.
- Iangua: estaba en el término de San Vicente, conocido así por el santo venerado en su iglesia.
- Yangüela: estaba en el término de la Serna. en el año 1268, Albelda de Iregua lo vendió a Logroño por 750 maravedíes.
- Villiela: Estaba entre Villamediana, Murillo y Agoncillo.
- Ataio: entre Villamediana, Lardero y Logroño.
- Torrillas: entre Logroño y Lardero.

### SigloXIX
Así se describe a Villamediana de Iregua en la página 187 del tomo XVI del Diccionario geográfico-estadístico-histórico de España y sus posesiones de Ultramar, obra impulsada por Pascual Madoz a mediados del siglo XIX:

VILLAMEDIANA

Villa con ayuntamiento en la provincia y partido judicial de Logroño (1 legua), audiencia territorial y capitanía general de Burgos (23), diócesis de Calahorra (7).
Situada en una hermosa campiña, bañada por el río Iregua; reinan los vientos de NE y O, y su clima aunque algo frío, es saludable; y solo se padecen algunas intermitentes o cuartanas.
Tiene unas 223 casas de mediana fábrica, la del ayuntamiento y cárcel; una escuela de primeras letras a la que concurren 60 niños, dotada con 9 reales diarios; la iglesia (la Asunción) la sirve un cura propio de nombramiento de Su Majestad y del ordinario en alternativa conforme al concordato y 4 beneficiados propietarios de presentación del cabildo, el cual nombra un sacristán y un monaguillo.
Existe una ermita (Santa Eufemia), en buen estado, y 2 arruinadas; habiendo habido también un convento de Bernardos, hasta la extinción de los frailes, cuyo prior tenía la obligación de celebrar misa todos los domingos en una de aquellas ermitas, desde la festividad de la Invención de la Santa Cruz, que se celebra en mayo, hasta la Exaltación que se celebra en septiembre.
Confina el término N con Logroño; E con Lardero; S Alberite, y O Munilla, todos a distancia de una legua, excepto Alberite que está a 1/2; corre por él el río Iregua, que nace en la sierra de Cameros, se dirige en dirección N, y se incorpora en el Ebro, junto a la aldea de Varea. Baña muchos pueblos de ambas orillas, y le cruzan 5 puentes durante su curso.
El terreno en general es de buena calidad, y los caminos que le atraviesan en varias direcciones son todos locales y de herradura.
La correspondencia se recibe de Logroño, por medio de valijero los lunes y viernes, y sale los mismos días.
Producciones: cebada, patatas, judías, habas, vino, aceite, cáñamo, lino y ricas frutas aunque pocas; se cría ganado lanar y se mantiene el de labor preciso para la labranza; hay caza de codornices y alguna libre.
Industria: 2 molinos harineros, 3 de aceite, una fábrica de aguardiente y algunos telares de lienzos caseros, siendo la principal la agricultura. Comercio: se exporta vino y demás frutos sobrantes, y se importan los géneros y artículos de que carecen.
Población: 283 vecinos, 1.219 almas.

Capital productivo: 3.852.972 reales. Imponible: 192.648. Contribución de cuota fija: 24.332. Presupuesto municipal: 5.296 reales que se cubren por reparto vecinal, de cuya cantidad se pagan 1.000 al secretario del ayuntamiento.

Hasta la reforma de la nomenclatura municipal de 1916 el municipio se llamaba simplemente Villamediana. En dicha fecha su nombre fue modificado por el de Villamediana de Iregua.

## Demografía
Cuenta con una población de 9207 habitantes (INE 2024).
| Gráfica de evolución demográfica de Villamediana de Iregua entre 1842 y 2021 |
| |
| Población de derecho según los censos de población del INE Población de hecho según los censos de población del INEEn estos censos se denominaba Villamediana: 1842, 1857, 1860, 1877, 1887, 1897, 1900 y 1910 |

El municipio forma parte del área metropolitana de Logroño. La cercanía a la ciudad de Logroño ha impulsado el crecimiento demográfico de la población.

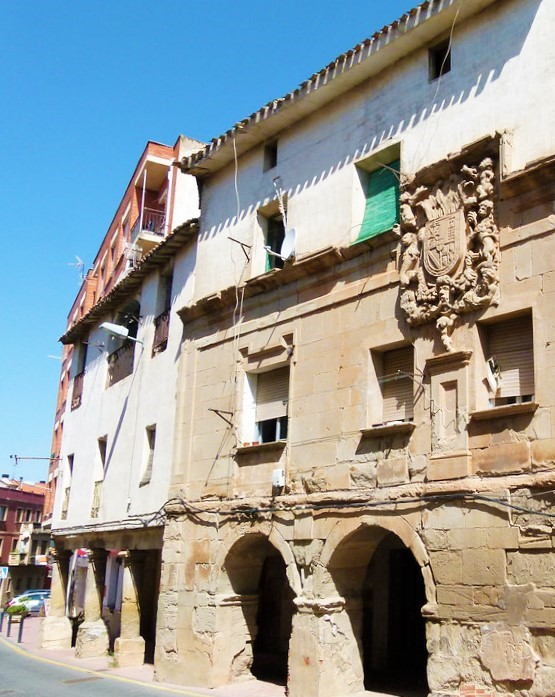
Casas solariegas en Villamediana de Iregua

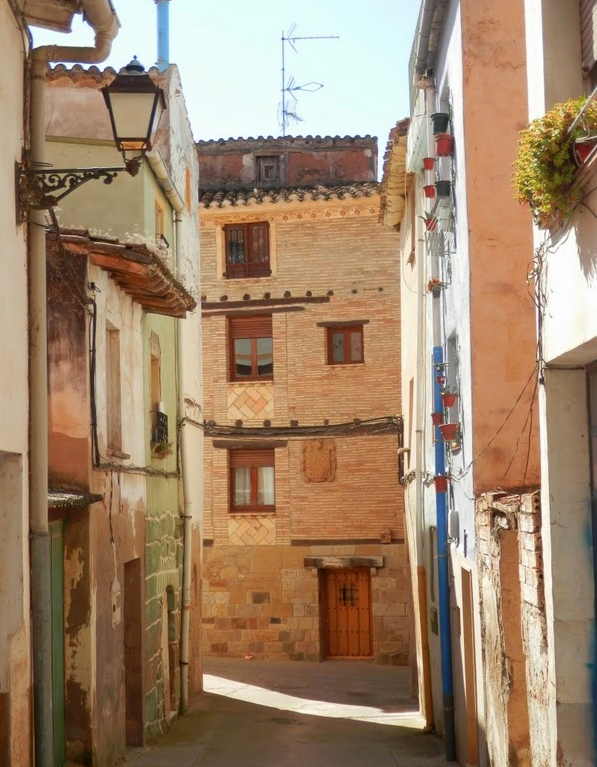
Casco antiguo de Villamediana de Iregua

### Población por núcleos
Desglose de población según el Padrón Continuo por Unidad Poblacional del INE.
| Núcleos                | Habitantes (2014) | Varones | Mujeres |
| ---------------------- | ----------------- | ------- | ------- |
| Villamediana de Iregua | 7396              | 3763    | 3633    |
| Puente Madre           | 189               | 88      | 101     |

## Administración y política
| Periodo   | Nombre                                            | Partido              |
| --------- | ------------------------------------------------- | -------------------- |
| 1979-1983 | Enrique Héctor Lozano Sotelo                      | Democracia Municipal |
| 1983-1987 | Enrique Héctor Lozano Sotelo                      | PSOE                 |
| 1987-1991 | Tomás Santolaya Sáenz                             | AP                   |
| 1991-1995 | Enrique Héctor Lozano Sotelo                      | PSOE                 |
| 1995-1999 | Tomás Santolaya Sáenz                             | PP                   |
| 1999-2003 | Tomás Santolaya Sáenz                             | PP                   |
| 2003-2007 | Mª Sonia Ibarguren Ruiz                           | PSOE                 |
| 2007-2011 | Tomás Santolaya Sáenz                             | PP                   |
| 2011-2015 | Tomás Santolaya Sáenz                             | PP                   |
| 2015-2019 | Rubén Gutiérrez Ruiz / Ana Belén Martínez Sánchez | PP/ PSOE             |
| 2019-2023 | Ana Belén Martínez Sánchez                        | PSOE                 |
| 2023-act. | Rubén Gutiérrez Ruiz                              | PP                   |

## Economía

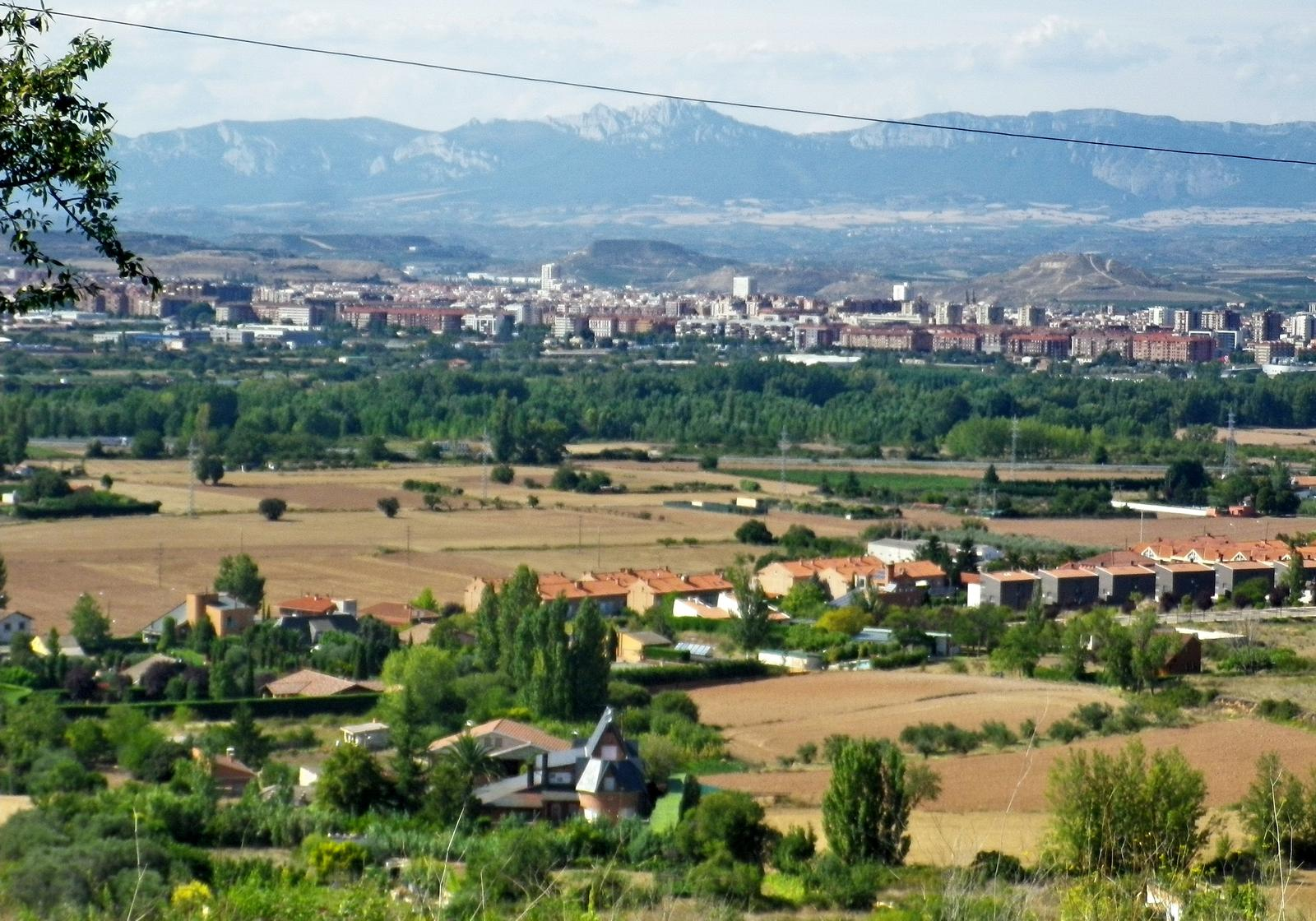
Logroño visto desde Villamediana de Iregua. La localidad forma parte del área metropolitana de Logroño

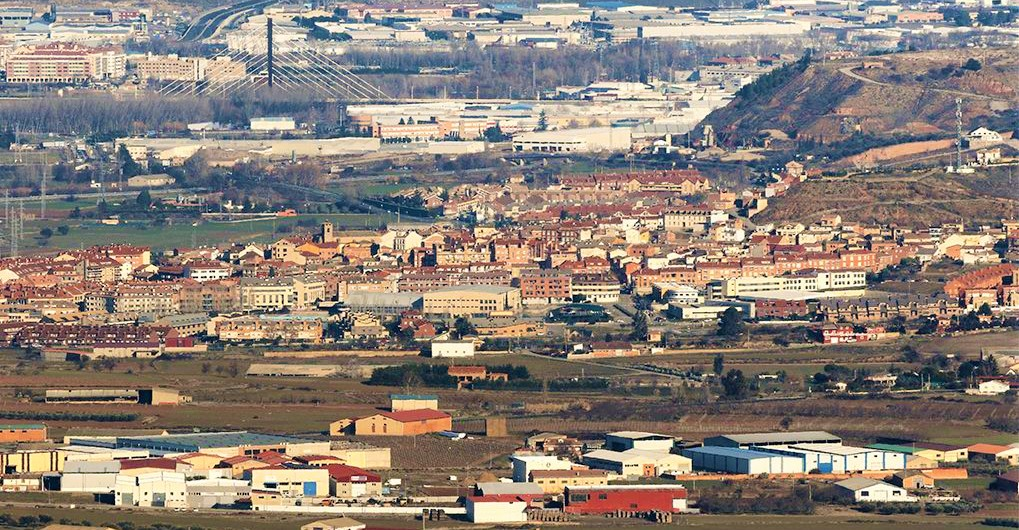
Villamediana de Iregua y zonas industriales

### Evolución de la deuda viva
El concepto de deuda viva contempla sólo las deudas con cajas y bancos relativas a créditos financieros, valores de renta fija y préstamos o créditos transferidos a terceros, excluyéndose, por tanto, la deuda comercial.
| Gráfica de evolución de la deuda viva del ayuntamiento entre 2008 y 2017                             |
| |
| Deuda viva del ayuntamiento en miles de Euros según datos del Ministerio de Hacienda y Ad. Públicas. |

La deuda viva municipal por habitante en 2014 ascendía a 115,62 €.

## Símbolos
El escudo se divide en tres partes. Arriba a la izquierda está la cruz roja de los caballeros templarios. A la derecha aparece un caballero de la misma orden. En la parte inferior está el puente sobre el río Iregua
Corona de príncipe-infante
1.er. Cuartel (gules sobre blanco): Cruz de los Caballeros Templarios
2.º Cuartel, fondo verde, caballero plata: Camino Real que atraviesa el territorio
3.er. Cuartel, ondas azul y blanco, puente oro: Puente Madre
Las cadenas que aparecen en algún otro diseño correspondían a la convicción del Párroco Don Carmelo Tecedor de que Villamediana proviene del latín Villametrana (metrana=medida)
En oposición a esta hipótesis el Párroco Nalda del Monasterio Santa María la Real de Nájera (donde está el sepulcro de Dª. Ermesinda) opina, que proviene históricamente de Medana, nombre godo de mujer (también concuerda con Enciso siglo XVII, escribano real con sus noticias históricas).

## Cultura

### Arte

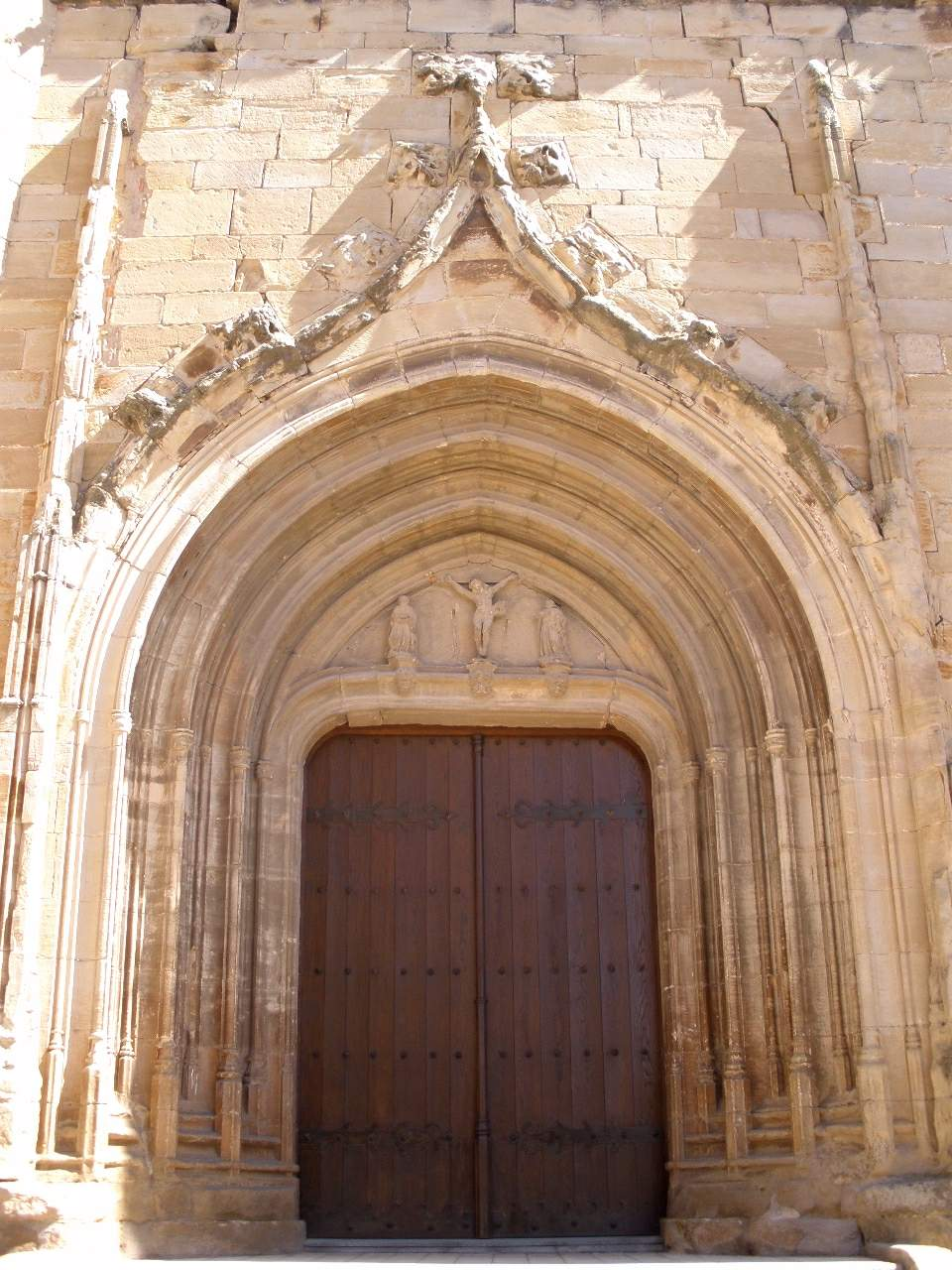
Pórtico de la iglesia de Nuestra Señora de la Asunción

Existieron seis ermitas e iglesias. Sta. M.ª de Villamediana, Sta. M.ª de Yangüela, Sta. M.ª de la Puente de Madres, Sta. M.ª la Blanca, Sta. M.ª de la Cuesta, S. Vicente de Yangua, Sta. Eufemia, S. Cristóbal.
En el siglo XXI su templo es la iglesia de La Asunción, que está situado en el centro del municipio. Fue construido en el siglo XVI en estilo gótico, aunque con muchas influencias barrocas, motivadas por sus constantes reformas, la última de las cuales ha dejado al descubierto los elementos de piedra de su diseño original. Sufrió un incendio a mediados de los años 1930, y dado que desapareció en él gran parte de su patrimonio, el actual proviene de iglesias abandonadas de localidades sorianas como San Pedro Manrique y Yanguas.

### Literatura
En el libro El hereje, de Miguel Delibes, el corregidor de origen italiano Carlos de Seso reside en Villamediana, próximo a Logroño.

### Fiestas locales
- 5 de febrero, Santa Águeda (quintos)
- 15 de mayo, San Isidro
- 16 de septiembre, Santa Eufemia.
- 31 de diciembre: por la tarde se celebra la San Silvestre. Tiene categorías prebenjamín, benjamín, infantil y mayores.